# زيت جفوف
الزيت الجفوف هو الزيت الذي يتصلب إلى طبقة صلبة بعد فترة من التعرض للهواء في درجة حرارة الغرفة. يتصلب الزيت من خلال تفاعل كيميائي تتشابك فيه المكونات وبذلك تتبلمر بفعل الأكسجين (وليس من خلال تبخر الماء أو المذيبات الأُخَر). يعد الزيت الجفوف مكونًا رئيسًا في الطلاء الزيتي وبعض الورنيس. من أنواع الزيت الجفوف شائعة الاستخدام زيت بذر الكتان وزيت التانج وزيت بذور الخشخاش وزيت البريلة وزيت الجوز . لقد انخفض استخدامها على مدى العقود العديدة الماضية لأنها استُبدلت براتنجات الألكيد ومواد رابطة أُخَر.